# Eustis (Floride)
Pour les articles homonymes, voir Eustis.
La ville d’Eustis est située dans le comté de Lake, dans l’État de Floride, aux États-Unis. Sa population s’élevait à 18 558 habitants lors du recensement de 2010.

## Démographie
| 1900 | 1910 | 1920  | 1930  | 1940  | 1950  |
| ---- | ---- | ----- | ----- | ----- | ----- |
| 411  | 910  | 1 193 | 2 835 | 2 930 | 4 005 |

| 1960  | 1970  | 1980  | 1990   | 2000   | 2010   |
| ----- | ----- | ----- | ------ | ------ | ------ |
| 6 189 | 6 722 | 9 453 | 12 967 | 15 106 | 18 558 |

## Source
- (en) Cet article est partiellement ou en totalité issu de l’article de Wikipédia en anglais intitulé « Eustis, Florida » (voir la liste des auteurs).